# Nicola Cruz
Nicola Cruz (Llemotges, 7 de desembre de 1987) és un punxadiscos i productor equatorià de música electrònica.

## Estil musical
Tot i que nascut a Llemotges, Cruz viu a Quito. Va començar a fer música als 12 anys, primer com a percussionista però de seguida es decantà per l'electrònica. La seva música parteix dels instruments tradicionals andins i de la cosmovisió indígena en què allò dual té a veure amb la complicitat i la complementarietat, lluny del binarisme característic de les societat occidentals. Aquesta dualitat es reflecteix en la convivència sonora de la màquina i l'orgànic, el passat i el present, el local i el global, travessats per l'estil impredictible i místic que caracteritza a l'artista i que ha convingut a anomenar «andes step».
A partir de les gires per diferents països neix el seu l'interès per provar nous instruments i harmonies, i així sorgeix la col·laboració amb altres artistes en un intercanvi creatiu marcat per les gravacions de camp i la música com a llenguatge comú.

## Discografia
- Prender el Alma (ZZK Records, 2015)[7]
- Siku (ZZK Records, 2019)[8]